# Лофорд, Герберт
Герберт Фортескью Лофорд (англ. Herbert Fortescue Lawford; 15 мая 1851, Бейсуотер, Мидлсекс — 20 апреля 1925, Десс, Абердиншир) — британский теннисист-любитель, победитель Уимблдонского турнира (1887) в одиночном разряде и первый чемпион Англии в мужском парном разряде. Член Международного зала теннисной славы (2006).

## Биография
Родился в Мидлсексе. Рос в Тернбирдж-Уэлсе. Окончил начальную школу Уиндлшем-Хауз, продолжил учёбу в Рептонской школе (Дербишир), затем в Эдинбургской академии, куда поступил в 1868 году и проучился один семестр, и, наконец, на факультете гуманитарных наук Эдинбургского университета, на который поступил осенью 1868 года. Во время учёбы в Эдинбурге выступал в составе университетской сборной по крикету.
После двух лет обучения в Эдинбурге переехал в Лондон, где начал работать брокером на рынке ценных бумаг. В конце 1870-х годов, с появлением в Англии первых лаун-теннисных турниров, Лофорд стал их регулярным участником. В 1878 году, в возрасте 27 лет, он принял участие уже во втором Уимблдонском турнире, а на следующий год выиграл с Робертом Эрскином первый чемпионат Англии в мужском парном разряде, проводившийся в Оксфорде (перенос парного турнира на корты Уимблдона состоялся только в 1884 году).
Лофорд впервые выиграл турнир претендентов на Уимблдоне в 1880 году, уступив в раунде вызова действующему чемпиону Джону Хартли, а с 1884 по 1888 год становился финалистом турнира пять раз подряд. В четырёх финалах он проиграл братьям Реншоу — Уильяму и Эрнесту, но в 1887 году, в возрасте 36 лет, победив Эрнеста в финале турнира претендентов, стал и чемпионом, поскольку прошлогодний обладатель титула, Уильям, не стал его защищать. В своём последнем Уимблдонском турнире, в 1889 году, Лофорд проиграл Уильяму Реншоу в полуфинале. Среди соперников, которых Лофорд обыгрывал на протяжении карьеры, был и ведущий теннисист США Джеймс Дуайт, участвовавший в Уимблдонском турнире 1885 года. Наряду с Уимблдоном Лофорд становился чемпионом Ирландии по теннису, выигрывая этот турнир трижды подряд — с 1884 по 1886 год. В первые два года он победил в раунде вызова Эрнеста Реншоу.
Помимо собственно спортивных успехов, Лофорд известен как игрок, первым в теннисе применивший топ-спин (кручёный удар). Он держал ракетку западной хваткой, поддерживая её снизу и положив указательный палец поверх ручки, что позволяло сильно закручивать мяч при ударе снизу. Возрождение западной хватки произошло уже в 1970-е годы, когда её популяризовал Бьорн Борг. До самого конца выступлений Лофорд демонстрировал на корте мощную, быструю и точную игру. Его спортивная карьера включала также как минимум одно выступление за футбольный клуб «Уондерерс».
В 1909 году ушёл на покой, поселившись в Абердиншире (Шотландия), где приобрёл дом в Дессе, недалеко от Абойна. Умер в 1925 году в возрасте 73 лет.
История соперничества Лофорда с Уильямом Реншоу освещена в книге Герберта Чиппа (первого почётного секретаря LTA «Воспоминания о лаун-теннисе» (1898). В 2006 году имя Герберта Лофорда было включено в списки Международного зала теннисной славы.

## Финалы Уимблдонского турнира за карьеру

### Одиночный разряд (1-5)
| Результат | Год  | Соперник в финале | Счёт в финале           |
| --------- | ---- | ----------------- | ----------------------- |
| Поражение | 1880 | Джон Хартли       | 3-6, 2-6, 6-2, 3-6      |
| Поражение | 1884 | Уильям Реншоу     | 0-6, 4-6, 7-9           |
| Поражение | 1885 | Уильям Реншоу     | 5-7, 2-6, 6-4, 5-7      |
| Поражение | 1886 | Уильям Реншоу     | 0-6, 7-5, 3-6, 4-6      |
| Победа    | 1887 | Эрнест Реншоу     | 1-6, 6-3, 3-6, 6-4, 6-4 |
| Поражение | 1888 | Эрнест Реншоу     | 3-6, 5-7, 0-6           |